# SP-Klasse GS-4
Die Klasse GS-4 ist eine stromlinienförmig verkleidete Dampflokomotivbaureihe vom Typ Northern, die von der Southern Pacific Railroad von 1941 bis 1958 eingesetzt wurde. Die Lokomotiven dieser Reihe wurden von LIMA Locomotive Works gebaut und unter den Betriebsnummern 4430 bis 4457 eingereiht. GS steht für „Golden State“ oder „General Service“.
Die GS-4 besitzt gegenüber der GS-3 ein leicht abgewandeltes Design. Am auffälligsten ist das Doppellicht auf der silbernen Rauchkammer. Eine weitere Änderung betrifft den Führerstand, der vollständig geschlossen wurde und damit dem Wetter trotzt – ein Merkmal, das für Dampflokomotiven eher ungewöhnlich ist. Beibehalten wurden die kantige Kappe auf dem Kessel, die Sockel an den Seiten und die Dampfpfeifen. Die Lokomotiven erhielten die orange-rote „Daylight“-Lackierung.
Die GS-4 waren für den Schnellzugverkehr vorgesehen und wurden den namhaftesten Zügen der SP wie dem Coast Daylight, dem San Joaquin Daylight oder dem Sunset Limited vorgespannt. Später wurden die Fahrzeuge in Schwarz umlackiert und die Seitenverkleidung entfernt, um die Wartungsarbeiten zu vereinfachen. Ihre neuen Einsatzgebiete waren die Pendlerzüge im Raum San José–San Francisco, der Güterverkehr und gelegentlich der San Joaquin Daylight, bis neue Diesellokomotiven zum Einsatz kamen und ihr Verbleib im aktiven Betrieb nicht mehr nötig war.
Die GS-4 4443 zog 1957 einen der letzten dampfbespannten Züge der SP.

## Verbleib

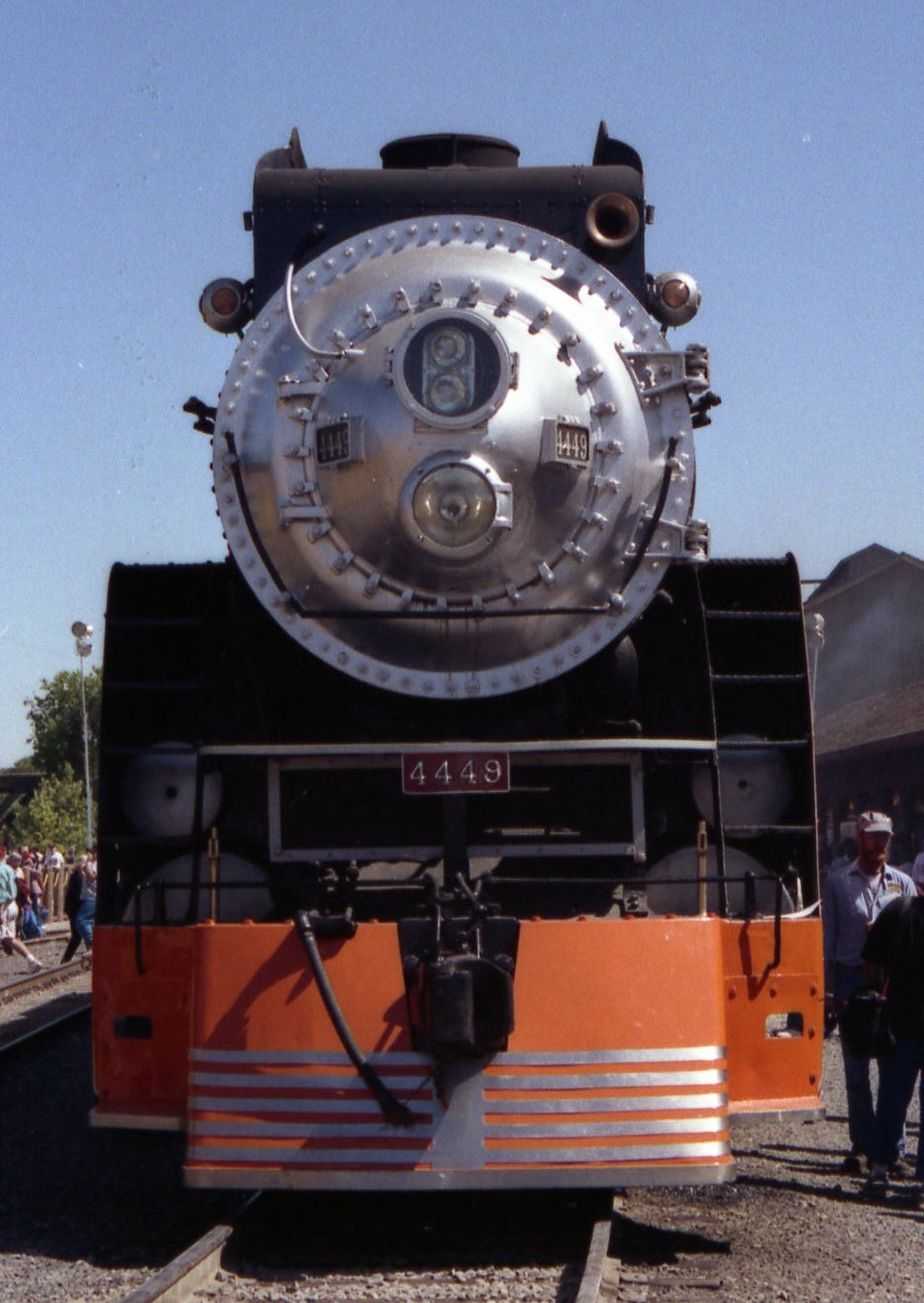
Front der SP 4449

Eine GS-4, die Nummer 4449, wurde vor der Verschrottung bewahrt. Sie ist eine bekannte und oft fotografierte Lokomotive. Sie wurde 1958 dem Oaks Pioneer Park in Portland (Oregon) übergeben. Im Dezember 1974 wurde sie dort abgezogen, um einer Restauration unterzogen zu werden. Zwischen August 1975 und Dezember 1976 zog sie zusammen mit weiteren Dampflokomotiven anlässlich der Zweihundertjahrfeier der Unabhängigkeitserklärung den American Freedom Train durch die USA, lackiert in den Nationalfarben Rot-Weiß-Blau. Die Lok ist immer noch betriebsfähig und zusammen mit anderen Museumslokomotiven und -wagen im Oregon Rail Heritage Center in Portland beheimatet.